# Алауи, Ахмед
Ахмед Алауи (араб. أحمد دحان‎; род. 1949, Марокко) — марокканский футболист, выступавший на позициях полузащитника и нападающего.

## Биография

### Клубная карьера
На протяжении всей своей игровой карьеры играл за команду клуба «РС Сеттат», выступая на позициях флангового полузащитника и нападающего.

### Карьера в сборной
На рубеже 1960-х и 1970-х годов выступал за национальную сборную Марокко. В составе сборной выступал на чемпионате мира 1970 года, где вышел на поле в матчах против сборных Болгарии (1:1) и Перу (0:3).